# Västra Älgsjön
Västra Älgsjön är en sjö i Malung-Sälens kommun i Dalarna och ingår i Dalälvens huvudavrinningsområde. Sjön har en area på 0,37 kvadratkilometer och ligger 455,4 meter över havet. Sjön avvattnas av vattendraget Älgsjöån.

## Delavrinningsområde
Västra Älgsjön ingår i det delavrinningsområde (672631-137349) som SMHI kallar för Mynnar i Sångan. Medelhöjden är 473 meter över havet och ytan är 13,14 kvadratkilometer. Det finns inga avrinningsområden uppströms utan avrinningsområdet är högsta punkten. Älgsjöån som avvattnar avrinningsområdet har biflödesordning 6, vilket innebär att vattnet flödar genom totalt 6 vattendrag innan det når havet efter 405 kilometer. Avrinningsområdet består mestadels av skog (76 procent) och sankmarker (16 procent). Avrinningsområdet har 0,65 kvadratkilometer vattenytor vilket ger det en sjöprocent på 4,9 procent.